# CS Turnu Severin
CS Turnu Severin (rum. CS Turnu Severin) – rumuński klub piłkarski, od 2012 roku grający w Liga I, mający siedzibę w mieście Drobeta-Turnu Severin w południowo-zachodniej części kraju.

## Historia
Chronologia nazw:
- 2007—2011: CS Gaz Metan CFR Craiova
- 2011—2012: CS Gaz Metan Severin
- 18.06.2012—...: CS Turnu Severin

Klub został założony latem 2007 roku w wyniku fuzji dwóch klubów Gaz Metan Podari i CFR Craiova jako CS Gaz Metan CFR Craiova. W sezonie 2007/08 debiutował w Serii IV trzeciej ligi, w której zajął drugie miejsce, ale w meczach barażowych nie otrzymał promocji. W następnym sezonie 2008/09 zajął pierwsze miejsce i awansował do drugiej ligi. W pierwszym sezonie w Serii II Ligi II zajął 7. miejsce, w drugim 10. miejsce, a w trzecim trzecie miejsce i po raz pierwszy zdobył awans do pierwszej ligi. Latem 2011 roku klub przeniósł się z Craiovy do Drobeta-Turnu Severin w celu kontynuacji tradycji piłki nożnej w tym mieście po rozwiązaniu FC Drobeta-Turnu Severin i przyjął nazwę CS Gaz Metan Severin. 18 czerwca 2012 roku klub zmienił nazwę na CS Turnu Severin.

## Sukcesy

### Trofea międzynarodowe
Nie uczestniczył w rozgrywkach europejskich (stan na 31-05-2012).

### Trofea krajowe
| \| \| Zdobyte trofea w rozgrywkach Rumunii (stan na: 31-05-2012) \| |                                                            |      |                  |
| Rozgrywki                                                           | Osiągnięcie                                                | Razy | Sezon(y)         |
| · Mistrzostwo                                                       | I miejsce                                                  | 0    |                  |
| · Mistrzostwo                                                       | II miejsce                                                 | 0    |                  |
| · Mistrzostwo                                                       | III miejsce                                                | 0    |                  |
| · Mistrzostwo                                                       | ? miejsce                                                  | 1    | 2012             |
| Puchar                                                              | zdobywca                                                   | 0    |                  |
| Puchar                                                              | finalista                                                  | 0    |                  |
| Puchar                                                              | 1/8 finału                                                 | 3    | 2010, 2012, 2013 |
| II liga                                                             | I miejsce                                                  | 0    |                  |
| II liga                                                             | II miejsce                                                 | 0    |                  |
| II liga                                                             | III miejsce                                                | 1    | 2012 (Seria II)  |
| Rumunia                                                             | Zdobyte trofea w rozgrywkach Rumunii (stan na: 31-05-2012) |      |                  |

- Liga III (D3):
  - mistrz (1x): 2009 (Seria IV)
  - wicemistrz (1x): 2008 (Seria IV)

## Stadion
Klub rozgrywa swoje mecze domowe na stadionie Miejskim w Drobeta-Turnu Severin, który może pomieścić 20 322 widzów.